# Estupa de Sikri

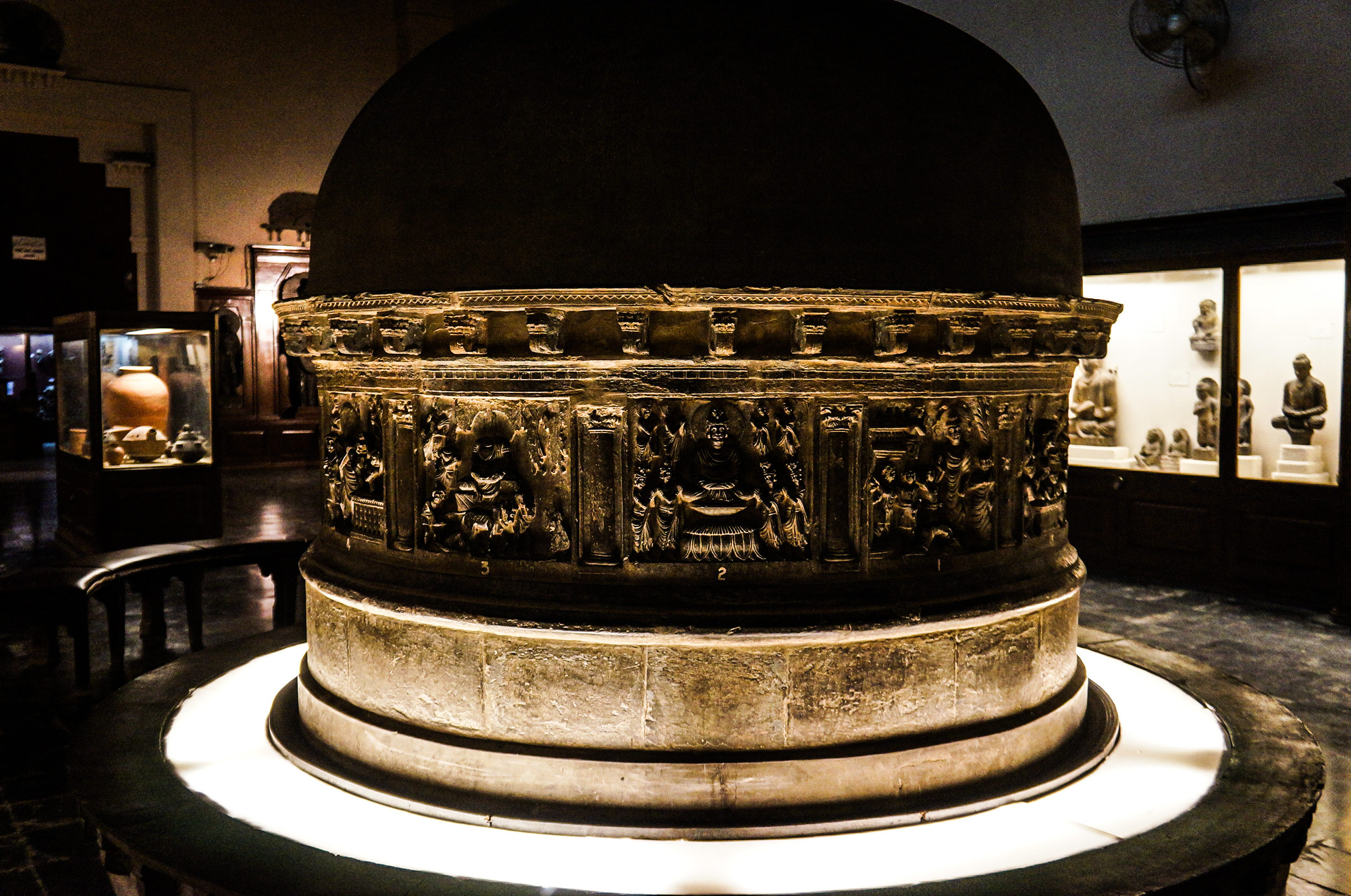
La estupa de Sikri en el Museo de Lahore.

La estupa de Sikri o de Sikri Yusufzai es una obra de arte budista, que data del siglo III al IV, del período kushán en Gandhara, y consta de 13 paneles narrativos que cuentan la historia de Buda. La restauración moderna se exhibe en el Museo de Lahore. La restauración comenzó mientras Harold Arthur Deane todavía estaba asignado a la provincia Frontera del noroeste, en lo que entonces era la India británica (hoy parte de Pakistán). Tres fotografías tomadas alrededor de 1890 muestran el orden de los paneles en la primera restauración.
Se muestra al Buda Shakyamuni sentado sobre una estera de hierba. No se muestra ningún tapete de hierba para la representación de Buda en el cielo de Trayastrimsa. Uno de los paneles muestra el Dipankara Jataka (los jataka son historias de las encarnaciones de Buda antes de que renaciera como Siddhartha Gautama). En el panel, Sumeda se muestra de cuatro formas, apareciendo ante el Buda Dīpankara. Primero Sumeda negocia con un vendedor de flores. Luego lanza las flores de loto al aire antes de postrarse ante Buda. El panel final muestra a Sumeda suspendida en el aire como una de las flores de loto. Esta narración imita de cerca la leyenda del Dipankara Jataka.

## Rerferencias
1. ↑  Bell, Alexander Peter (2000). Didactic Narration: Jataka Iconography in Dunhuang with a Catalogue of Jataka Representations in China (en inglés). Lit Verlang. p. 395. ISBN 3825851346. Consultado el 16 de agosto de 2019.
2. ↑  Dehejia, Vidya (1997). Discourse in early Buddhist art: visual narratives of India (en inglés). Munshiram Manoharlal Publishers. Consultado el 16 de agosto de 2019.
3. ↑  Behrendt, Kurt (2004). Handbuch der Orientalistik (en alemán). Brill. p. 119. ISBN 9004135952. Consultado el 16 de agosto de 2019.
4. ↑  Rhie, Marilyn M. (2010). Early Buddhist Art of China and Central Asia (en inglés) 3. Brill. p. 395. ISBN 9004184007. Consultado el 16 de agosto de 2019.
5. ↑  Samad, Rafi U. (2011). The Grandeur of Gandhara: The Ancient Buddhist Civilization of the Swat, Peshawar, Kabul and Indus Valleys. Algora. p. 186. ISBN 0875868592. Consultado el 16 de agosto de 2019.

- Datos: Q85801159
- Multimedia: Sikri Yusufzai stupa / Q85801159